# ティファニー・ソーントン
ティファニー・ソーントン（Tiffany Thornton, 1986年2月14日 - ）は、アメリカ合衆国出身の女優である。

## 人物
ソーントンはアメリカ合衆国テキサス州のカレッジステーション (テキサス州)で生まれ、テキサスA&M大学を卒業した。そして、フォックス放送のコメディドラマ『5つ子はティーンエイジャー』で女優としてデビューを果たし、『パパにはヒ・ミ・ツ』、『The O.C.』、『デスパレートな妻たち』、『レイブン 見えちゃってチョー大変!』、『ジェリコ 閉ざされた街』、『ウェイバリー通りのウィザードたち』、『シークレット・アイドル ハンナ・モンタナ』など数々のドラマに出演した。
2009年からディズニー・チャンネルのテレビドラマ『サニーwithチャンス』でトーニ・ハート役で出演し、ドラマが終了した2011年からはそのスピンオフドラマ『めっちゃ ソー・ランダム』では主演として活躍した。
2009年にはザ・プロム・キングスのフロントマンを務めるクリス・カーニーと結婚して2児をもうけたが、2015年に交通事故により夫と死別した。

## 出演作品

### テレビ
- めっちゃ ソー・ランダム（トーニ・ハート）
- サニーwithチャンス（トーニ・ハート）
- シークレット・アイドル ハンナ・モンタナ
- The O.C.

### 映画
- ゲーム・チェンジ　大統領選を駆け抜けた女
- ピート・ザ・チキン 僕は超人気セレブ!